# Zwart lieveheersbeestje
Het zwart lieveheersbeestje (Exochomus nigromaculatus) is een kever uit de familie lieveheersbeestjes of Coccinellidae. De soort is in Nederland en België inheems maar vrij zeldzaam. Het komt voornamelijk voor op heideterreinen in het binnenland en in de duinen. 

## Beschrijving
Het zwart lieveheersbeestje dankt zijn naam aan de overwegend zwarte kleur die als schutkleur dient. De poten en zijkanten van het halsschild zijn oranje tot rood gekleurd. De ronde vorm van het 3 tot 4 mm grote kevertje is kenmerkend.

## Verspreiding
De soort is wijdverspreid in Europa. Ze komen alleen voor op droge heidevelden.

## Levenscyclus
Het zwart lieveheersbeestje leven vaak solitair en ontmoeten alleen soortgenoten om te paren.Onder laboratoriumomstandigheden duurt de ontwikkeling van ei tot volwassen kever gemiddeld 22,4 dagen bij een temperatuur van 20 °C en neemt af bij 35 °C deze periode tot gemiddeld 10,6 dagen. Bij hogere temperaturen wordt de gehele levenscyclus verkort. De gemiddelde levensverwachting van vrouwelijke lieveheersbeestjes is 120,7 dagen bij 20 °C, maar slechts 46,6 dagen bij 35 °C.
Ze voeden zich voornamelijk met schaalinsecten. De melige pruimeluis (Hyalopterus pruni), een bladluis, koloniseert planten in het leefgebied van het zwart lieveheersbeestje en dient als voedsel voor het lieveheersbeestje. Deze bladluis leeft echter ook als plaag op pruimen- en abrikozenbomen. Het zwart lieveheersbeestje wordt daarom gebruikt als de biologische gewasbescherming ter bestrijding van deze plagen.